# 凱斯琳·韋恩
凱斯琳·韋恩（Kathleen O'Day Wynne，1953年5月21日—），加拿大政治人物，2013年-18年間出任第25任安大略省省長和安大略自由黨黨魁。她於2003年首度晉身安大略省議會，任職當河谷西選區議員至2022年，期間先後出任安大略省教育廳、運輸廳、市鎮事務及房屋廳、原住民事務廳和農業廳廳長，再於2013年當選自由黨黨魁和宣誓就任省長，成為該省首位女性省長及全加拿大首位公開同性戀身份的省長。

## 早年生活、學務委員
韋恩於安大略省列治文山土生土長，於女王大学修讀英語和歷史，1977年取得文學士學位。她於1989年從多倫多大學取得語言學碩士學位，後於1995年從安大略教育學院取得教育學碩士學位。韋恩與前夫考珀斯韋特（Phil Cowperthwaite）育有三名子女，到37歲時則公開其女同性戀身分。她跟現任伴侶朗思韋特（Jane Rounthwaite）居於多倫多北區，兩人於2005年結婚。
韋恩於1994年首次參與多倫多教育委員會選舉，競逐第12區學務委員席位，但告落選。她再於2000年參與多倫多教育局選舉，當選第8區學務委員。2001年12月，她競逐多倫多教育局主席席位，但以10票比12票敗於坎斯菲爾德（Donna Cansfield）。

## 晉身省政
2003年省選，韋恩代表安大略自由黨競逐省議會當河谷西選區議席，並擊敗尋求連任的進步保守黨候選人特恩布爾（David Turnbull）首度晉身省議會，成為首位公開承認同性戀身份後成功當選安省省議員的女性。自由黨在該屆省選中取代進步保守黨上台執政，而韋恩亦於同年10月獲委任為培訓﹑專上教育及大學廳長錢伯斯（Mary Anne Chambers）的議會助理，到2004年9月則調任教育廳長甘乃迪（Gerard Kennedy）的議會助理。2006年9月18日，韋恩獲任為教育廳長，成為安大略省首位女同性戀内閣廳長，以及繼史振民後該省第二位LGBT内閣廳長。
2007年省選，時任進步保守黨黨魁莊德利決定放棄他在德芙靈—皮爾—威靈頓—格雷選區（Dufferin—Peel—Wellington—Grey）的議席，並改為出戰當河谷西選區，挑戰在該選區尋求連任的韋恩。韋恩最終以50.4%的得票率擊退莊德利，順利連任省議員並留任教育廳長一職，再於2010年1月18日調任運輸廳長。她再於2011年省選中成功連任，並在新一屆自由黨政府中同時出任市鎮事務及房屋廳廳長和原住民事務廳廳長兩職。

## 省長生涯
自由黨黨魁麥堅迪雖然帶領該黨在2011年省選中贏取少數政府，但就任後卻面臨多項挑戰。省政府轄下飛行救援機構Ornge的帳目混亂，反對黨因此批評自由黨政府監管乏力。自由黨亦被指在2011年省選前為了挽救選情而取消在奧克維爾和密西沙加興建發電廠的計劃，因此須動用公帑來賠償相關公司的損失，令麥堅迪政府飽受抨擊。在不利因素纏身下，麥堅迪於2012年10月15日宣佈辭去安大略自由黨黨魁以及安大略省長的職務。韋恩於同年11月2日辭去其內閣職位，再於同月5日正式宣佈角逐由麥堅迪騰空的安大略自由黨黨魁職位。2013年1月26日，韋恩在自由黨黨魁選舉中經過三輪投票後當選黨魁，再於同年2月11日正式宣誓就任省長，同時兼任農業廳長，同年7月起兼任跨政府事務廳長。
安省最低工資連續四年凍結於每小時10.25元後，韋恩於2014年1月宣布最低工資將上調至每小時11元，並在省議會引入法案，確保日後最低工資上調幅度與消費物價指數掛鈎。
2014年5月，自由黨少數政府公佈財政預算案；新民主黨表明不會支持該預算案，從而觸發省選。自由黨繼續受電廠醜聞困擾，而選前民意調查亦顯示自由黨和保守黨的支持度不相伯仲，但韋恩領導下的自由黨最終擺脫醜聞陰霾，在同年6月省選中囊括58個議席並籌組多數政府。韋恩本人亦順利在當河谷西選區連任，成為首位經歷大選洗禮的女性安省省長和LGBT加拿大政府首腦，並在其內閣中繼續兼任跨政府事務廳長。
韋恩政府於2015年2月宣布更新省内公校的性教育課程，為1998年以來的首次。然而新課程招來反對黨、保守派人士和部分家長的批評，有家長更組織罷課活動以示抗議。
到了2015年末，安省失業率降至低於全國平均，而加拿大諮議局亦發表報告顯示2015年安省經濟增長速度為全國第二高，僅次於卑詩省，並展望2016年安省經濟增速將列全國頭三位之内。然而安省電費於韋恩省長任期内大幅上漲，加上自由黨執政十多年後選民求變殷切，韋恩和自由黨的支持度亦告下滑。Forum公司於2016年6月發表的民調顯示韋恩的支持度從高峰時期的40%降至18%，而該公司於同年9月發表的民調則顯示進步保守黨支持度為45%，遠高於自由黨的25%和新民主黨的23%。安格斯列特於2017年3月發表民調顯示只有12%受訪者認同韋恩的表現，為有紀錄以來最低。

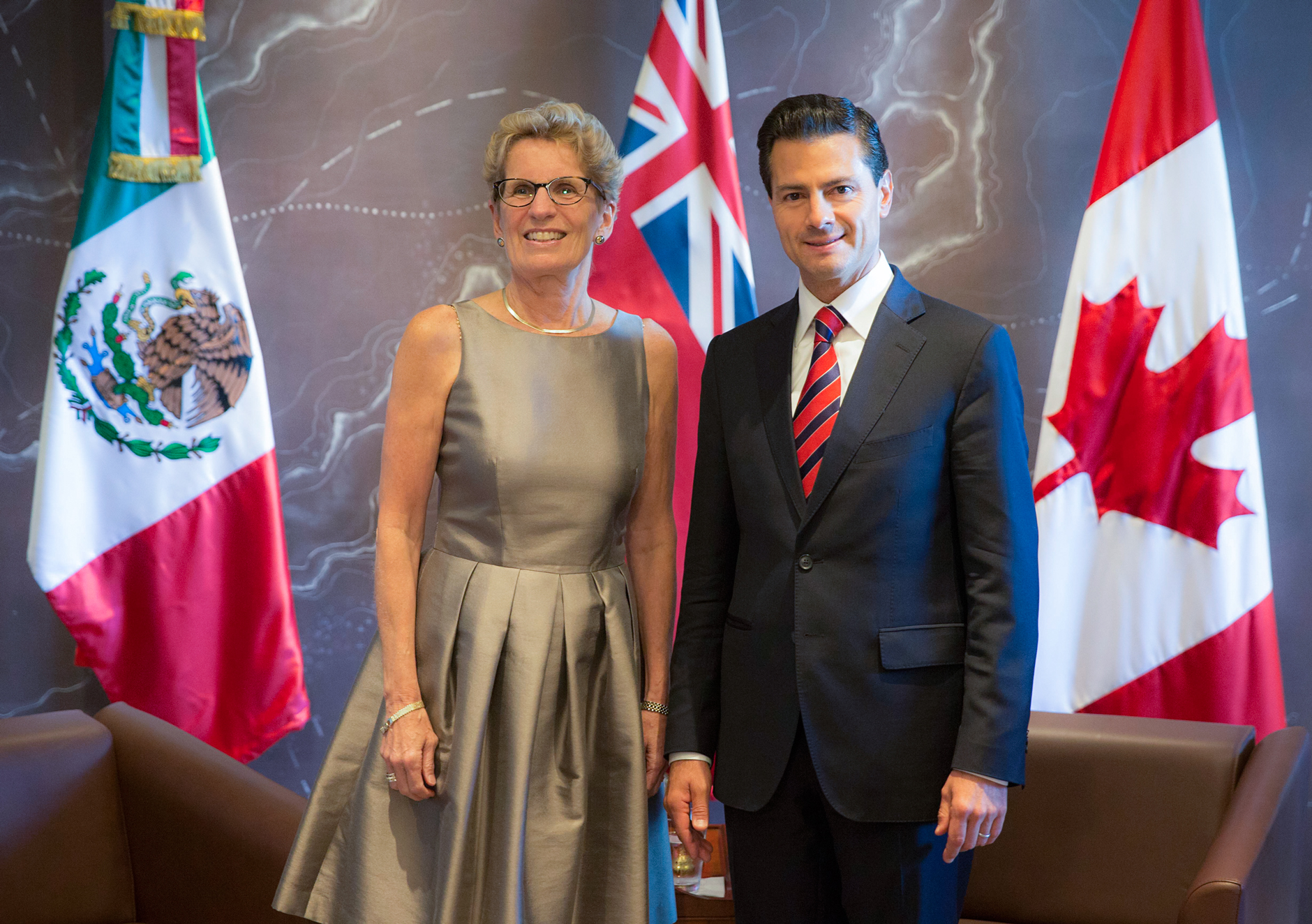
韋恩與墨西哥總統恩里克·佩尼亞·涅托會面（攝於2016年）

為了挽救自由黨劣勢，韋恩政府於2017年3月宣布更改安省學生協助計劃，為家庭入息低於每年5萬元的學生寬免專上教育學費。安省最低工資於2018年1月上調至每小時14元，韋恩亦宣布最低工資將於翌年上調至每小時15元。韋恩政府亦從2018年1月起為24歲及以下的省民免費提供處方藥物 。然而上述舉措並未奏效，加拿大廣播公司於2018年4月初綜合多項民意調查，顯示進步保守黨平均支持度為42.1%，高於自由黨的27.2%、新民主黨的23.4%和綠黨的5.7%；新民主黨其後更超越自由黨並一度威脅進步保守黨。
省選定於2018年6月7日舉行；韋恩於選前五日公開承認自由黨將無法再度贏取執政地位，但同時請求選民支持自由黨候選人，以避免進步保守黨或新民主黨以多數姿態主宰省政。進步保守黨最終在該屆省選贏取省議會124個議席中的76席，以多數政府姿態上台執政，新民主黨則成為官方反對黨。自由黨只贏取7個議席，不保省議會正式政黨地位（所需門檻為8席）。韋恩本人則以181票之差壓倒進步保守黨候選人，險保自己在當河谷西選區的議席。韋恩於省選當晚宣布辭去自由黨黨魁職務，其省長任期則於同月29日正式屆滿，由進步保守黨黨魁道格·福特接任。
2020年10月，韋恩表示不會在來屆省選中競逐連任省議員；她遂於2022年6月省選舉行前夕卸任省議員。

## 外部連結
- （英文）官方网站
- （英文）Kathleen O. Wynne, MPP－安大略省議會網站 韋恩議員簡介
- （英文）Kathleen Wynne MPP Don Valley West－安大略省省議員韋恩網站